# Gerhard Bersu
Gerhard Bersu (Jauer, 26 settembre 1889 – Magdeburgo, 19 novembre 1964) è stato un archeologo tedesco.
Nato ad Jauer, in Slesia, nel 1889, da adolescente partecipò ad alcuni scavi vicino a Potsdam. Negli anni successivi effettuò scavi in parecchi paesi europei e durante la prima guerra mondiale lavorò per l'ufficio della protezione dei monumenti e delle collezioni sul fronte occidentale. Dopo la guerra fu incaricato di seguire l'armistizio tedesco e le delegazioni di pace.
Nel 1924 iniziò a lavorare per l'istituto archeologico tedesco, diventandone il direttore nel 1931, contribuendo a farlo diventare una delle organizzazioni archeologiche principali del mondo. Nel 1935 fu costretto dai nazisti a lasciare il suo incarico, andando a rifugiarsi in Gran Bretagna con la moglie, Maria.
Su invito della società preistorica inglese iniziò gli scavi a Little Woodbury nel Wiltshire alla fine degli anni 1930, introducendo i metodi di scavo continentali. All'inizio della seconda guerra mondiale, Bersu, come cittadino tedesco, fu internato sull'isola di Man. Tuttavia gli venne consentito di continuare il suo lavoro e in questo modo Bersu effettuò parecchi scavi sull'isola con l'aiuto di altri internati.
Alla fine della guerra gli fu offerta la cattedra all'Accademia irlandese reale a Dublino consentendogli così di rimanere in Gran Bretagna fino al 1947, anno in cui ritornò in patria. In Germania assunse la sua carica precedente all'istituto e continuò il suo lavoro fino al 1956, data del suo pensionamento.